# Anna de Kiev
Anna de Kiev (sau Anna Yaroslavna) (1024/1032 - 1075) a fost regină consort a Franței ca soție a regelui Henric I al Franței și regentă pentru fiul ei, Filip I al Franței.

## Biografie
Anna de Kiev a fost a treia din cei patru copii ai lui Iaroslav I cel Înțelept, Mare Cneaz al Kievului, și a soției acestuia, Ingegerd Olofsdotter a Suediei. Anna a crescut la curtea regală primid o educație aleasă, încă de mică cunoscând limba greacă și latina. La 19 mai 1051, la catedrala Reims, ea s-a căsătorit cu regele Franței, Henric I, care era în căutarea unei soții după decesul primei soții, Matilda de Frisia. 

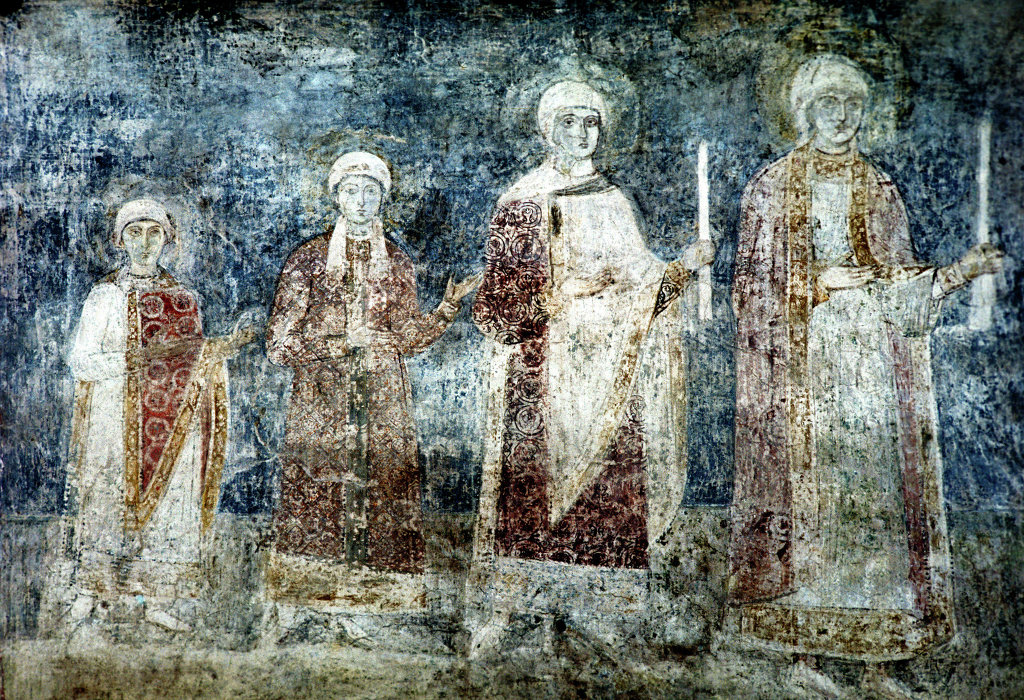
Cele patru fiice ale lui Iaroslav I (de la stânga la dreapta): Anna, Agatha, Elisabeta și Anastasia.

Noua regină nu a fost atrasă imediat de noul ei regat. Ea a scris tatălui ei că Francia era "o țară barbară, unde casele sunt sumbre, bisericile urâte și obiceiurile revoltătoare". Anna s-a plâns de faptul că francezii nu știau să scrie și să citească și nici nu se spălau. Anna de Kiev știa să scrie și să citească în cinci limbi, inclusiv greaca și latina, în timp ce soțul ei și întreaga lui curte nu știau să scrie și să citească și se semnau cu o cruce.
Știa să călărească, avea cunoștințe de politică și a participat activ în guvernarea Franței, în special după decesul soțului ei. Multe documente franceze poartă semnătura ei scrisă în slava veche ("Ана Ръина", "Anna Regina"). Regele și-a prețuit soția atât de mult încât multe din decretele lui poartă inscripția "cu consimțământul soției mele Anna" și "în prezența reginei Anna". Istoricii francezi subliniază că nu există alte cazuri în istoria franceză când decretele regale poartă astfel de inscripții.
Anna este creditată că a introdus numele "Philip" în familii regale din Europa de Vest, numindu-și primul fiu astfel; ea ar fi putut importa acest nume grecesc (Philippos, din philos și hippos, care înseamnă "iubitor de cai"), din cultura ortodoxă.

### Regența
Timp de șase ani după decesul regelui Henric I în 1060, ea a servit ca regentă pentru Filip, care avea numai opt ani în acel moment. A fost prima regină a Franței care a fost regentă. Co-regentul a fost contele Baldwin al V-lea de Flandra. Anna a fost o femeie literată, foarte rară pentru acele vremuri, dar au existat opoziții la regența ei pe motivul că stăpânea mai puțin decât fluent limba franceză.
La un an de la moartea soțului ei, s-a îndrăgostit de contele Raul al III-lea de Valois, un bărbat ale cărui ambiții politice l-au încurajat să-și repudieze soția pentru a se căsători cu Anne în 1062. Acuzată de adulter, soția lui Raul a apelat la Papa Alexandru al II-lea, care a excomunicat cuplul. Tânărul rege Filip și-a iertat mama; el se va afla într-o situație asemănătoare în anii 1090. Raul a murit în septembrie 1074, moment în care Anne a revenit la curtea franceză. Ea a murit în 1075 și a fost înmormântată la Villiers Abbey la 5 septembrie. Toți regii francezi ulterioari au fost descendenții ei.

### Zvonuri
A avut popularitate, astfel numele său s-a răspândit în Franța.
A murit în Franța, deși existau zvonuri că s-ar fi întors la Kiev.

### Copii
Anna și Henric au avut 4 copii:
- Filip I (1052—1108), moștenitorul tronului Franței;
- Emma (1055—1109);
- Robert (1055—1060);
- Hugo (1057—1102)